# Zomer
Pour les articles homonymes, voir Zomer (homonymie).
Pour plus de détails, voir Fiche technique et Distribution.
Zomer (L'été) est un film néerlandais de 2014 réalisé par Colette Bothof,.

## Fiche technique
- Titre original : Zomer
- Titre international : Summer
- Réalisation : Colette Bothof
- Scénario : Marjolein Bierens
- Producteur :
- Production : De Productie
- Musique :
- Pays d'origine :  Pays-Bas
- Langue d'origine : néerlandais
- Lieux de tournage :
- Genre : Drame, romance saphique
- Durée : 89 minutes (1 h 29)
- Date de sortie : 
  -  Danemark
    - 17 septembre 2014 (BUSTER filmfestival for børn og unge (da))
    - 5 octobre 2014 (MIX Copenhagen)

  -  Pays-Bas 28 septembre 2014 au Festival du cinéma néerlandais d'Utrecht
  -  Allemagne 16 octobre 2014 au Festival du film de Schlingel
  -  États-Unis
    - 19 octobre 2014 au Festival international du film de Chicago
    - 26 avril 2015 (Miami Gay and Lesbian Film Festival)

  -  France
    - 8 mars 2015 (Lyon Écrans Mixtes Festival)
    - 20 mars 2015 au Festival international du film d'Aubagne
    - 30 avril 2015 aux Rencontres cinématographiques In&Out

  -  Canada 25 octobre 2015 (Inside Out)
  -  Serbie 12 décembre 2015 (Merlinka festival (en))

## Distribution
- Sigrid ten Napel : Anne
- Jade Olieberg : Lena
- Steef Cuijpers (nl) : le père d'Anne
- Willemijn van der Ree : la mère d'Anne
- Ella-June Henrard : Ruby
- Lisa Smit : Carlijn
- Lisanne Sweere (nl) : Agnes
- Eva Van Der Gucht : tante Door
- Guido Pollemans : oncle Frits
- Martijn Lakemeier : De Peer
- Pieter Dictus
- Rik Verheye (nl)